# Locomotiva FS 660
Le locomotive FS 660 erano un gruppo di locomotive a vapore con tender, di rodiggio 2'C, per treni viaggiatori, provenienti dal riscatto della Rete Mediterranea dove erano state immatricolate nella serie 3101–3200. Entrarono a far parte del parco delle Ferrovie dello Stato dopo la costituzione delle stesse nel 1905.

## Storia
Le locomotive erano state progettate dall'Ufficio d'Arte di Torino alla fine del XIX secolo allo scopo di potenziare il parco di macchine veloci e potenti per i treni viaggiatori più importanti. Vennero costruite da fabbriche diverse, in base alle ordinazioni, e consegnate alla società committente a partire dal 1900. La prima unità venne prodotta negli stabilimenti della Ansaldo di Sampierdarena, immatricolata come RM 3151, successivamente rinumerata 3101 e infine FS 6601; fu l'unica ad essere costruita da Ansaldo e presentava la particolarità di avere la caldaia alla pressione di esercizio di 13 bar, inferiore a tutte le altre. Questa unità venne esposta all'Esposizione Universale di Parigi del 1900. Nel 1901 vennero consegnate 18 unità da parte della Maffei di Monaco di Baviera. L'anno dopo, il 1902, le Officine Meccaniche di Milano consegnarono le proprie 10 unità e 10 le consegnarono nello stesso anno le Costruzioni Meccaniche di Saronno. La fabbrica di locomotive napoletana Hawthorn-Guppy consegnò 5 locomotive nel 1903 e 7 locomotive nel 1904 completando così la fornitura complessiva di 51 macchine. Nelle FS le unità furono immatricolate come 6601-6651 mantenendo il proprio numero progressivo precedente.

## Caratteristiche
La locomotiva era a vapore saturo e doppia espansione ed aveva la classica forma delle macchine progettate dalla Mediterranea con corpo cilindrico di diametro anteriore più piccolo (1.430 mm) e posteriore più largo (1.562 mm) raccordati da una sezione tronco conica centrale in corrispondenza della quale era posto il duomo con la valvola di sicurezza a bilancia. La cabina di guida era posteriore e di tipo tradizionale con parte posteriore aperta e comunicante con il tender; il tutto poggiava su un telaio a longheroni piani di acciaio su cui prendevano posto 3 assi accoppiati di grande diametro (1.830 mm) e un carrello biassiale anteriore portante girevole e in grado di traslare sul perno di 80 mm per l'inscrizione in curva.
La lunghezza totale della caldaia era di 8.186 mm, con un contenuto di acqua (10 cm sul cielo del forno) di 5,1 m³ e un volume di vapore di 2,6 m³; la pressione massima di esercizio della caldaia era stabilita in 14 bar ad eccezione della 1ª unità costruita dalla Ansaldo che era 13 bar. I tubi bollitori, con lunghezza tra le piastre di 3.800 mm, erano 214 del diametro di 52/47 e costituivano una superficie tubiera di riscaldamento di m2. La produzione oraria di vapore asciutto era di 7.600 kg. Le 660 avevano un forno piuttosto lungo, 2.700 mm, e largo 1.225 con una griglia che raggiungeva la superficie totale di 2,75 m2.
Il motore era a 2 cilindri esterni con distribuzione a cassetto equilibrato per quello a bassa pressione e a stantuffo per quello ad alta pressione. Il meccanismo di comando della distribuzione era del tipo Walschaerts. Lo sforzo di trazione massimo sviluppabile dalla macchina era di 8.720 kg mentre quello corrispondente al coefficiente di aderenza 1/7 raggiungeva i 6.220 kg. La potenza continua sviluppata a 60 km/h era di 770 CV.
Si trattava di locomotive a vapore di buona potenza e adatte al servizio viaggiatori in virtù delle grandi ruote motrici che la mettevano in grado di raggiungere la velocità massima di 90 km/h. La massa totale in assetto di marcia delle 660 era di 68,5 t di cui 43,5 t costituivano il peso aderente. La capacità delle casse d'acqua del tender (della massa complessiva di 34,8 t in assetto di servizio) era di 13 m³ mentre le scorte di carbone erano di 4.500 kg.
Le macchine erano tutte fornite di freno ad aria compressa automatico, freno moderabile e a mano; erano tutte atte al riscaldamento a vapore delle carrozze.

### Fonti a stampa
- Ferrovie dello Stato. Direzione generale. Servizio Trazione, Album dei tipi delle locomotive ed automotrici, Firenze, Ferrovie dello Stato, 1915, ISBN non esistente.vol.I, Tav. 116
- Ferrovie dello Stato. Direzione generale. Servizio Materiale e Trazione, Album dei tipi delle locomotive ed automotrici. Aggiornato al 31 dicembre 1922, Firenze, Ferrovie dello Stato, 1923, ISBN non esistente.

### Storiografia e complementi
- Zeta-Zeta, L'album delle locomotive, in H0 Rivarossi, vol. 7, n. 40, 1960,  pp. 20-21.
- Manlio Diegoli, La trazione a vapore, in Ingegneria ferroviaria, vol. 16, n. 7-8, 1961,  pp. 671-680, ISBN non esistente.
- Giuseppe Vicuna, Organizzazione e tecnica ferroviaria, Roma, Collegio Ingegneri Ferroviari Italiani, 1968,  pp. 348, 350, ISBN non esistente.
- Alcide Damen, Valerio Naglieri, Plinio Pirani, Treni di tutto il mondo. Italia. Locomotive a vapore, Parma, Ermanno Albertelli, 1971,  pp., ISBN non esistente. pp.
- Italo Briano, Storia delle ferrovie in Italia, Milano, Cavallotti, 1977,  pp., ISBN non esistente. vol. La tecnica 1, pp.
- Luciano Greggio, Le locomotive a vapore. Modelli di tutto il Mondo dalle origini ad oggi con dati tecnici, Milano, Mondadori, 1977,  pp., ISBN non esistente.
- (EN) Peter Michael Kalla-Bishop, Italian State Railways steam locomotives, Abingdom, R. Tourret, 1986,  pp. 68-69, ISBN 0-905878-03-5.
- Giovanni Cornolò, Locomotive a vapore FS, 2ª ed., Parma, Ermanno Albertelli, 1998,  pp. 373-375, ISBN 88-85909-91-4.
- Aldo Riccardi, 660: una signora della Belle Epoque, in Tutto treno, vol. 12, n. 119, 1999,  pp. 20-24.
- Angelo Nascimbene, Aldo Riccardi, 1905-2005. Cento anni di locomotive a vapore delle Ferrovie dello Stato, in Tutto treno tema, n. 20, 2005,  pp. 53-56, 59.